# Buitoni
Pour les articles homonymes, voir Buitoni (homonymie).
Le texte peut changer fréquemment, n’est peut-être pas à jour et peut manquer de recul. 
Le titre et la description de l'acte concerné reposent sur la qualification juridique retenue lors de la rédaction de l'article et peuvent évoluer en même temps que celle-ci.

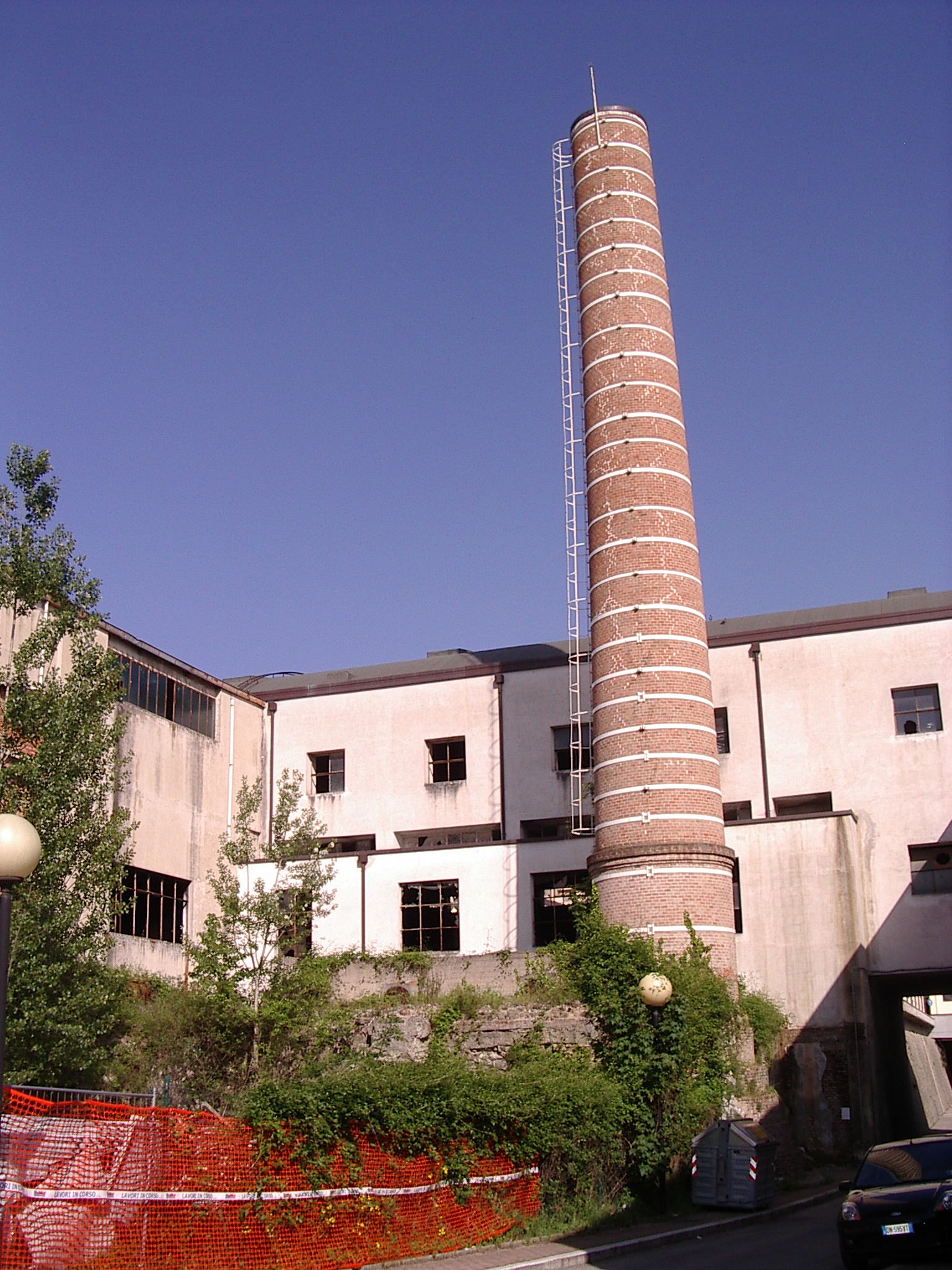
Vestige de la première usine Buitoni à Sansepolcro.

Buitoni est une marque de produits alimentaires industriels de la multinationale suisse Nestlé. Elle était également une entreprise italienne fondée en 1827, rachetée par Nestlé en 1988.
La marque et Nestlé sont secouées par plusieurs scandales alimentaires ou sanitaires, largement médiatisés, au cours des années 2010-2020 : fraude à la viande de cheval de 2013, contamination de pizzas Fraich'Up et Bella Napoli à la bactérie Escherichia coli entraînant le décès de deux enfants en France, en 2022.

## Histoire

### Création et développement
C’est en 1827, à Sansepolcro, petite ville toscane frontalière avec l'Ombrie, que Giulia Boninsegni et son mari Giovanni Buitoni se lancent dans la fabrication et le commerce de pâtes. Le couple italien produit des pâtes préparées à la main à base d’œufs et de semoule de blé dur. Fort de son succès, le couple décide d’ouvrir un « pastificio », un atelier de fabrication et de vente de pâtes, à Sansepolcro. Le petit commerce connait un franc succès et la demande devient rapidement supérieure à la production artisanale. Giulia Buitoni n’hésite pas à sacrifier ses bijoux pour mécaniser la production. La première machine à fabriquer les pâtes est ainsi née, signant par-là l’acte de naissance de l’industrie de la pâte alimentaire. Le succès est tel que le commerce familial s’étend aux régions voisines. À la mort de son mari, Giulia Buitoni prend les rênes de la fabrique devenant l’une des rares femmes entrepreneurs de l’époque. Elle élargit l’offre de produits et ouvre une nouvelle fabrique de pâtes à Città di Castello en 1856. La famille investit peu à peu dans une production industrielle. La société s’agrandit avec l'aide de ses fils Giovanni, Marco, Giuseppe et Luigi et est rebaptisée Giovanni e Fratelli Buitoni (Giovanni et Frères Buitoni).
Avec la troisième génération, celle des fils de Giovanni, l’entreprise acquiert une notoriété internationale. En 1884, en s’appuyant sur une innovation technologique, ils lancent la pastina glutinata, les pâtes enrichies en gluten. Cette spécialité destinée aux enfants et aux malades obtient de nombreuses distinctions, dont la médaille d’or de l’exposition internationale des sciences et des arts de Paris en 1886, le grand diplôme d’honneur de l’exposition universelle de Chicago en 1893 et la médaille d’argent de l’exposition universelle de Paris en 1900, ainsi que l’agrément de la maison royale italienne en 1907. Peu à peu, Buitoni devient une des marques italiennes les plus réputées.
En 1927, Marco Buitoni prend la tête de la société, qu’il dirigera jusqu'à sa mort en 1987. Aidé par de nombreux membres de la famille Buitoni, il offre de nouvelles perspectives à l’entreprise. Le succès international ne se fait plus attendre et, en quelques décennies, Buitoni gagne un autre prix important à l’exposition internationale de Chicago. C’est dans les années 1930 que s’ouvre le premier « Spaghetti Store » sous l’enseigne « Buitoni » sur la fameuse place de Times Square à New York. Ce nouveau concept de magasin contribua fortement à répandre la culture de la cuisine italienne aux États-Unis.[Information douteuse]

### Rachat par Nestlé et restructurations
En 1982, Buitoni construit une usine de fabrication de pizza surgelées à Caudry.
En 1988, le groupe suisse Nestlé rachète l’entreprise et conserve la maison familiale, à Sansepolcro, pour en faire le centre mondial de développement culinaire de la marque. Elle a pour vocation de développer de nouvelles recettes mettant en avant la gastronomie italienne. Dans ce centre travaillent des équipes de chefs créateurs qui mêlent cuisine traditionnelle italienne avec des tendances modernes.
En 2003 et 2005, Nestlé se sépare de la production des ravioli, puis des sauces Buitoni ; l'usine de Camaret-sur-Aigues est vendue à Raynal et Roquelaure, qui les commercialise sous la marque Zapetti.
En 2008, Nestlé vend une partie de ses produits Buitoni (pâtes, biscuits et biscottes) à TMT Finances, situé à Lugano, qui partage depuis le label avec Nestlé.
En 2013, la fraude à la viande de cheval est exposée médiatiquement.[réf. souhaitée]
En 2022, l'usine de Caudry est mise cause pour de nombreuses contaminations par la bactérie Escherichia coli consécutives à la consommation des pizzas qu'elle produit.[réf. souhaitée]

## Activité
La marque Buitoni est présente dans une cinquantaine de pays. En France, la marque commercialise essentiellement des pizzas et des mini-pizzas surgelées. Buitoni détient 33,7 % de part de marché de ce rayon en 2013.[réf. souhaitée]
La société Buitoni France a été radiée du registre du commerce le 12 octobre 1998. L'activité a été intégrée à Nestlé France (Noisiel).

### Casa Buitoni
Située à Sansepolcro en Toscane, la Casa Buitoni est une villa néoclassique dans laquelle vivait autrefois la famille Buitoni. Cette demeure était devenue le centre de développement culinaire de la marque, où avait lieu quotidiennement la création, le développement et l’évaluation des produits Buitoni. Le centre a été fermé le 1er avril 2018, la recherche étant délocalisée à Solon dans l'Ohio. La Casa Buitoni est redevenue Villa Fratti.

## Contamination parE. colien 2022

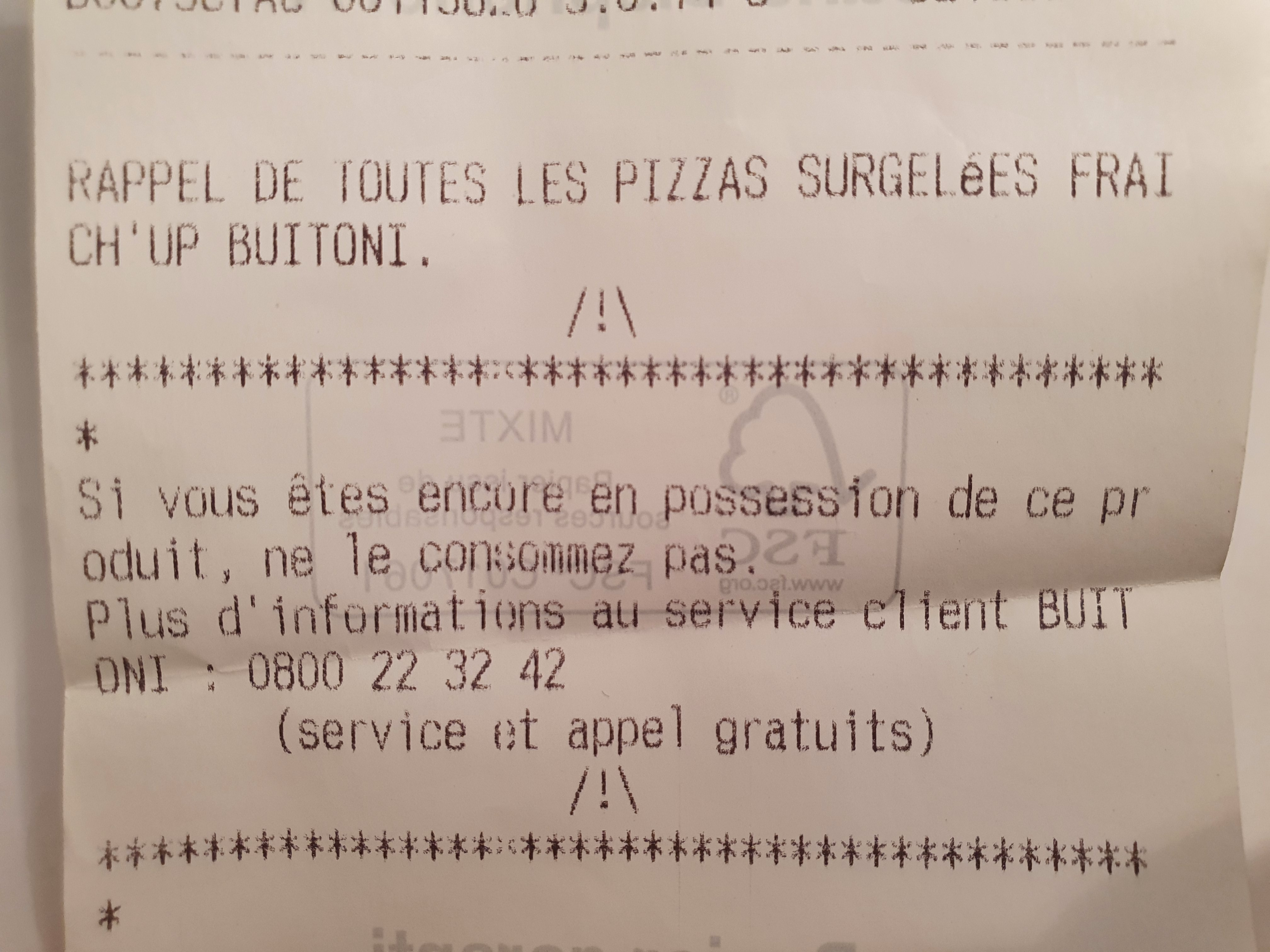
Ticket de caisse d’un magasin Franprix en date du 7 avril 2022 rappelant les pizzas.

En mars 2022, un rappel de produit est effectué sur toute la gamme de pizzas surgelées à pâte crue Fraîch’Up de Buitoni, après l'apparition de cas d'infection liés à l'ingestion de la bactérie Escherichia coli. L'hygiène de l'usine Nestlé de Caudry (Nord) est remise en cause. Cette contamination provoque le décès de deux enfants en France.
À la suite de deux inspections d'hygiène approfondies, menées les 22 et 29 mars par des agents de la direction départementale de la protection des populations (DDPP) du Nord et de la direction générale de la concurrence, de la consommation et de la répression des fraudes (DGCCRF), un arrêté préfectoral pris le 1er avril 2022 décide de l'arrêt de l'activité industrielle de production alimentaire des deux lignes de production de pizzas de l'usine SPAC-Nestlé de Caudry. Des photos publiées dans les médias montrent une usine sujette à de gros problèmes d'hygiène et de maintenance (nourriture et déchets non alimentaires laissés au sol, champignons au mur, déchets alimentaires coincés dans les machines durant plusieurs jours, vers de farine sur la chaîne de production, installations vétustes situées trop près de la nourriture, présence de rongeurs dans les locaux) ainsi que de graves négligences humaines (non respect du lavage des mains, cycles de congélation et décongélation, etc.),.
Une seconde plainte est déposée, en mai 2022, contre Buitoni et Nestlé, propriétaire de la marque, à la suite d'une allégation d'intoxication avec la gamme de pizzas « Bella Napoli ».
En juin, des lots interdits étaient encore commercialisés dans 2 magasins Franprix à Paris.
Une enquête du média Disclose a révélé les mensonges de la direction de Nestlé qui prétendait que les images de l'usine présentées en mars par un ancien salarié mettaient en évidence des dysfonctionnements ponctuels. La Direction départementale de la Protection des populations avait en réalité signalé la présence de moisissure, de peintures écaillées, de rouille et même de mites alimentaires au sein de l’usine dans des rapports de contrôle effectués en 2012, 2014 et 2020,.
En septembre, d'anciens salariés ont pris la parole pour révéler d'autres causes ; la réduction du temps du nettoyage et le recours à une farine plus sensible aux contaminations.
En décembre 2022, la production reprend dans l'usine de Caudry, uniquement pour la gamme de pizza surgelées à pâte cuite, avant d'être de nouveau suspendue en mars. Nestlé annonce alors la fermeture de l'usine.
Alors que la plainte pénale contre Buitoni est toujours en cours, Nestlé signe un accord avec les familles des victimes en avril : « Chacune des personnes concernées recevra de la part de Nestlé France une proposition indemnitaire, qui fera suite à une évaluation médicale et qui tiendra compte, de manière équitable, de la gravité des préjudices et de chaque situation,. »
L'usine de Caudry est cédée au fabricant italien Italpizza en février 2024. L'usine de Caudry et Nestlé France sont mis en examen respectivement les 2 et 4 juillet 2024.

## Galerie

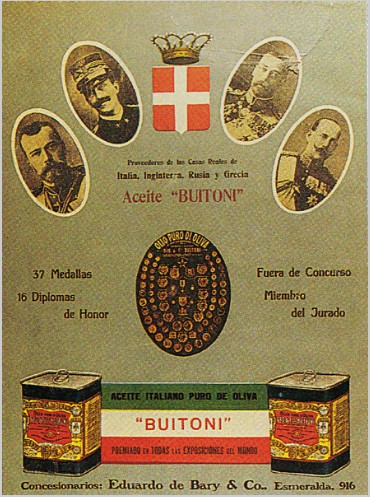
Publicité pour l'huile Buitoni en 1915.
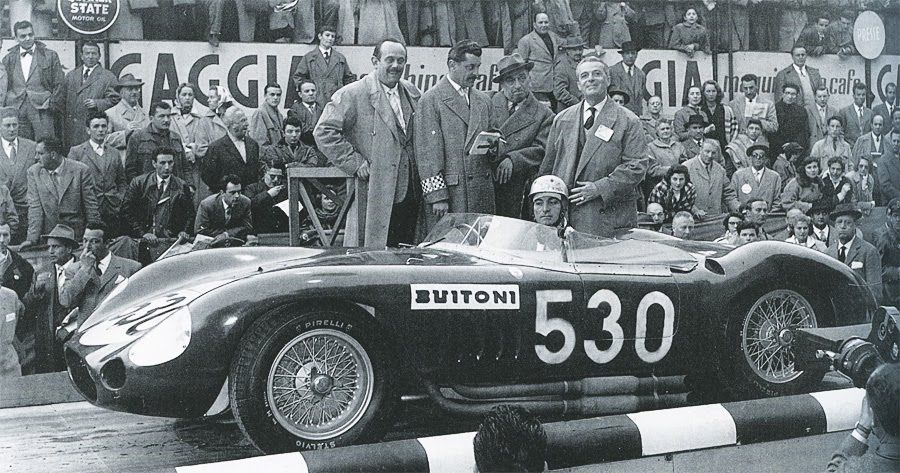
Publicité Buitoni sur une Maserati lors de la course des Mille Miglia en 1957.
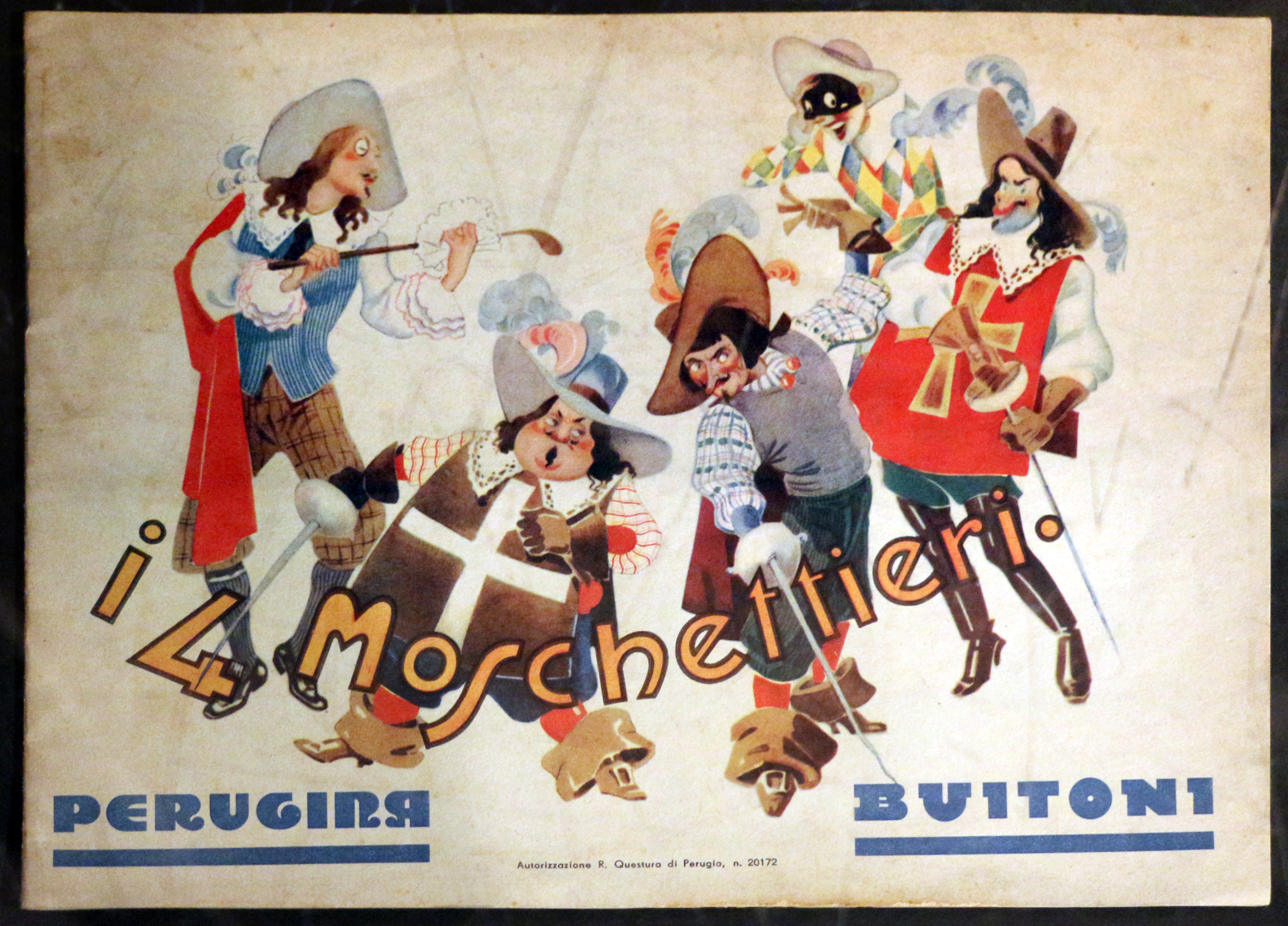
Publicité Perugina-Buitoni [non datée].
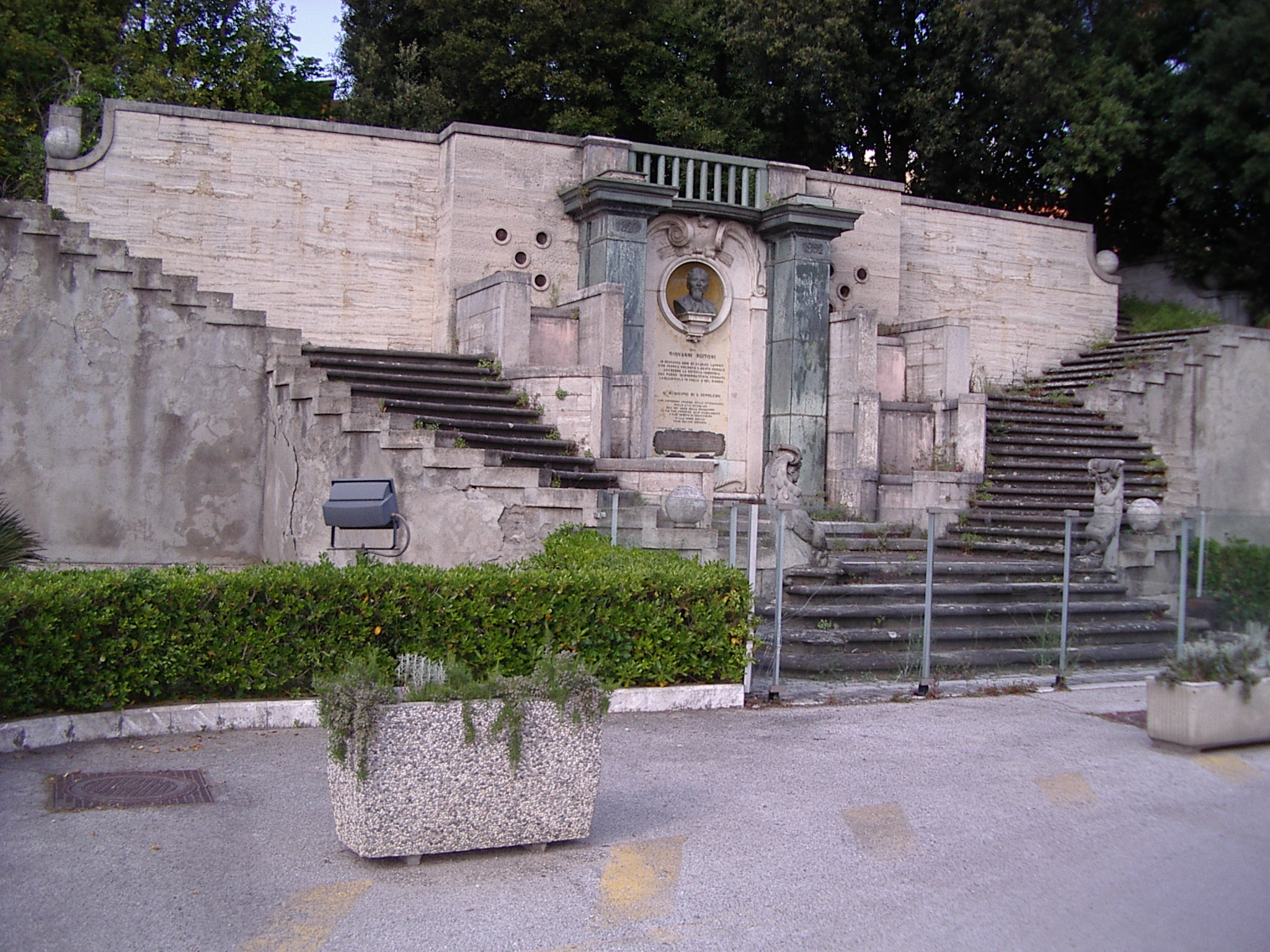
Sansepolcro, monument à Giovanni Battista Buitoni.